# Ercsi
Ercsi è una città dell'Ungheria di 8.406 abitanti (dati 2001). È situata nella contea di Fejér.